# 汉斯·冯·比洛 (军人)
汉斯·阿道夫·朱利叶斯·冯·比洛（Hans Adolf Julius von Bülow）(1816年2月27日—1897年12月9日)是德意志帝国陆军的炮兵上将，参与了普奥和普法战争。从1879年到1882年，他担任炮兵监察长。1882年，他与普鲁士战争部长格奥尔格·冯·卡梅克发生冲突，后退休。